# نووا لووچا
نووا لووچا (به بلغاری: Nova Lovcha) یک منطقهٔ مسکونی در بلغارستان است که در شهرستان هاجیدیموفو واقع شده‌است.